# El Muerto
L'El Muerto est un stratovolcan éteint actuellement, qui se trouve à la frontière entre la région d'Atacama au Chili et la province argentine de Catamarca (département de Tinogasta). Il culmine à 6 488 mètres d'altitude.

## Situation
Il s'agit d'un important appareil volcanique qui se dresse à 10 kilomètres au nord-est du Nevado Ojos del Salado (6 879 m). Au sud à plus ou moins 10 km se trouve le Medusa (6 121 m) et à l'est à moins de six kilomètres le Nevado (5 822 m), puis, à dix kilomètres de lui, le volcan El Fraile (6 062 m). Son cône ne se trouve que très partiellement en territoire argentin.
Le volcan El Muerto fait partie du rebord nord de la petite chaîne volcanique de la zone des 27 degrés de latitude sud, chaîne d'une cinquantaine de kilomètres de long, orientée est-ouest le long de la frontière argentino-chilienne et abritant plusieurs des plus hauts volcans de la planète.
Au nord, à une vingtaine de kilomètres se trouve la Laguna Verde chilienne, et il surplombe la dépression du désert d'Atacama.
Il fait partie des volcans proches du col du Paso de San Francisco. Son sommet principal de 6 488 mètres d'altitude fait de lui le neuvième sommet volcanique parmi les plus élevés de la terre.